# Primorsk (Leningradská oblast)
Primorsk (rusky Приморск, finsky Koivisto, švédsky Björkö) je město v Leningradské oblasti v Ruské federaci. Při sčítání lidu v roce 2010 měl přes šest tisíc obyvatel.

## Poloha
Primorsk leží na severním pobřeží Finského zálivu a patří do Vyborského rajónu. Od Petrohradu, správního střediska oblasti, je vzdálen přibližně 140 kilometrů západně. 

## Dějiny
První zmínka je z roku 1268, kdy byl Primorsk zmíněn v ruské kronice pod jménem Berjozovskoje (Берёзовское, odkazuje k břízám). Během Třetí švédské křížové výpravy pod vedením Tyrgilse Knutssona na přelomu 13. a 14. století dobyli obec Švédové. Rusové ji získali Nystadskou smlouvou, která v roce 1721 ukončila Severní válku.
V letech 1920 až 1940 byla obec součástí Finska pod jménem Koivisto. Po konci Zimní války v roce 1940 se v souladu s Moskevským mírem stala obec součástí Sovětského svazu. V Pokračovací válce jej v roce 1941 opět obsadili Finové, ale na základě Moskevského příměří na jejím konci jej zase museli odevzdat Sovětskému svazu.
V roce 1948 bylo Koivisto oficiálně přejmenováno na Primorsk.

### Rodáci
- Eino Kirjonen (1933–1988), finský skokan na lyžích